# 新江ノ島水族館
新江ノ島水族館（しんえのしますいぞくかん）は、神奈川県藤沢市片瀬海岸の湘南海岸公園にある水族館。
愛称はえのすい。江の島水族館の後継施設である。

## 概要
1952年（昭和27年）に当時の日活社長であった堀久作によって株式会社江ノ島水族館（2004年4月から江ノ島マリンコーポレーションに改称）が設立され、1954年（昭和29年）7月1日に江の島水族館がオープンした。
長い間、江の島近辺の観光名所の1つとして親しまれたが、2001年（平成13年）に新江ノ島水族館を新設する計画に着手し、2002年（平成14年）9月16日にマリンランド・海の動物園が閉館し、新江ノ島水族館が着工。水族館（1号館）は引き続き営業が継続されたが、2003年（平成15年）12月31日に江の島水族館は完全に閉館し、2004年（平成16年）4月16日に新江ノ島水族館がオープンした。
新江ノ島水族館の開業にあたっては、2000年（平成12年）頃に江ノ島水族館の代表取締役社長兼館長であった堀由紀子がオリックス創業者の宮内義彦に打診し、PFIの一種であるBOO手法を用いた『神奈川県立湘南海岸公園海洋総合文化ゾーン施設整備等事業』として策定され、運営されている。

施設建物の設置・運営管理は、オリックス・オリックス・リアルエステート・（株）江ノ島水族館・日建設計・大成設備が出資・設立した特別目的会社の江ノ島ピーエフアイ株式会社が行い、館内の飼育生物の管理は旧江の島水族館 事業主の江ノ島マリンコーポレーションへ委託する形態となっている。なお、江の島水族館から新江ノ島水族館へ移管する生物や一部資産等については、江ノ島ピーエフアイが（株）江ノ島水族館から取得している。また、敷地が湘南海岸公園内であり、神奈川県の民活事業という側面がある。
なお、最後まで営業した江の島水族館1号館跡地には、江ノ島マリンコーポレーションが小型ショッピングモール「湘南カゾック」を2005年（平成17年）に竣工し、運営を行っていたが、2009年9月に大半の店舗が閉店撤退し、建物も既に撤去され現在はマンションとなっている。
当館長と江ノ島マリンコーポレーションの代表取締役会長を務める堀由紀子は、藤井丙午の長女・藤井孝男の姉であり、久作の実子である堀雅彦の夫人。1974年（昭和49年）に堀久作が死去した際、20歳代で水族館の経営を引き継ぎ、江ノ島マリンコーポレーションが同様に飼育受託のうえ2004年（平成16年）に開業したアクア・トトぎふの館長も兼任している。江ノ島ピーエフアイおよび江ノ島マリンコーポレーションの代表取締役社長で実務を担う堀一久は由紀子の実子という同族経営であり、公共体および鉄道会社・リゾート会社などの資本下で運営されていることが殆どである日本の大規模な水族館では珍しい経営形態である。
- 2011年5月13日、来場者数が1000万人に到達[3]。
- 2017年9月29日、来場者数が2000万人に到達[4]。

## なぎさの体験学習館
東西に長い施設の中央部には神奈川県が設置した「なぎさの体験学習館」という学習施設が併設されており、ここの部分のみの入場は無料である。なお、この施設もPFI方式の一種であるBTOによって運営されている。1階には学習実験教室やインターネットで学習できるコーナーが、2階には実際に動物に触れられる水槽をはじめ、海浜の自然現象などに関する実験施設が設置されている。土日曜日には主に児童を対象とした学習プログラムが企画され、施設の利用貸し出しも行われている。

## 館内の特色

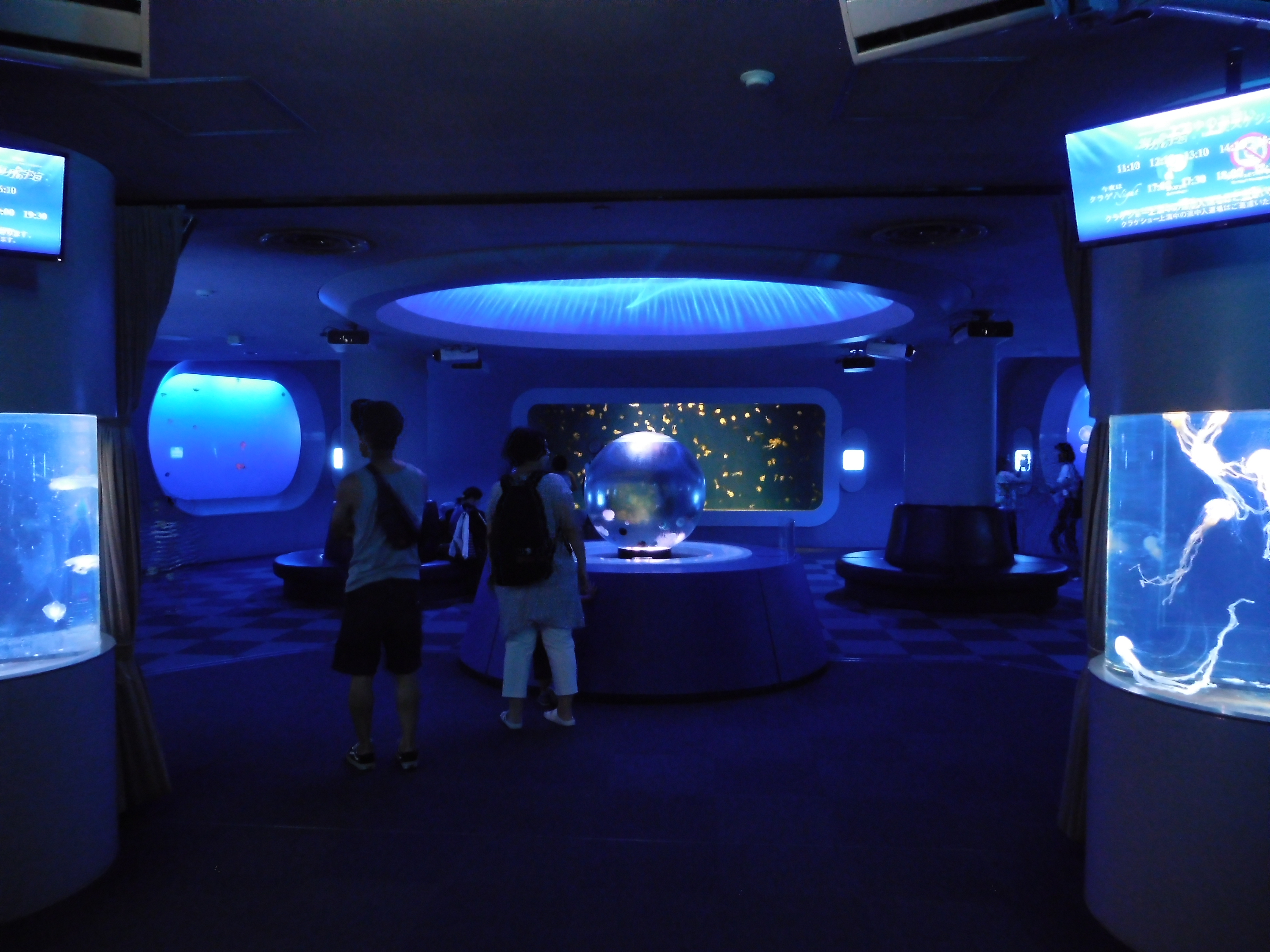
クラゲファンタジーホール

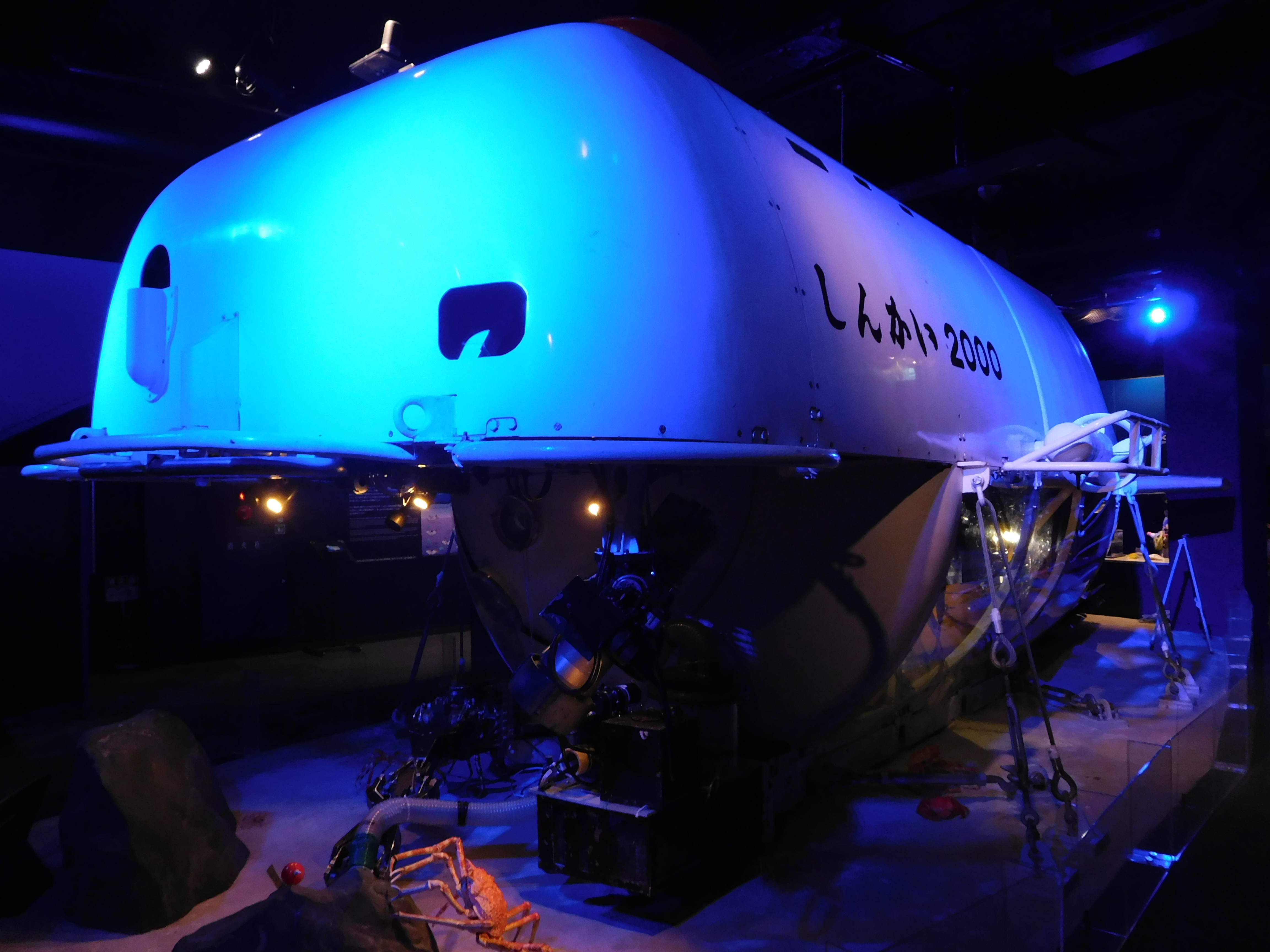
しんかい2000

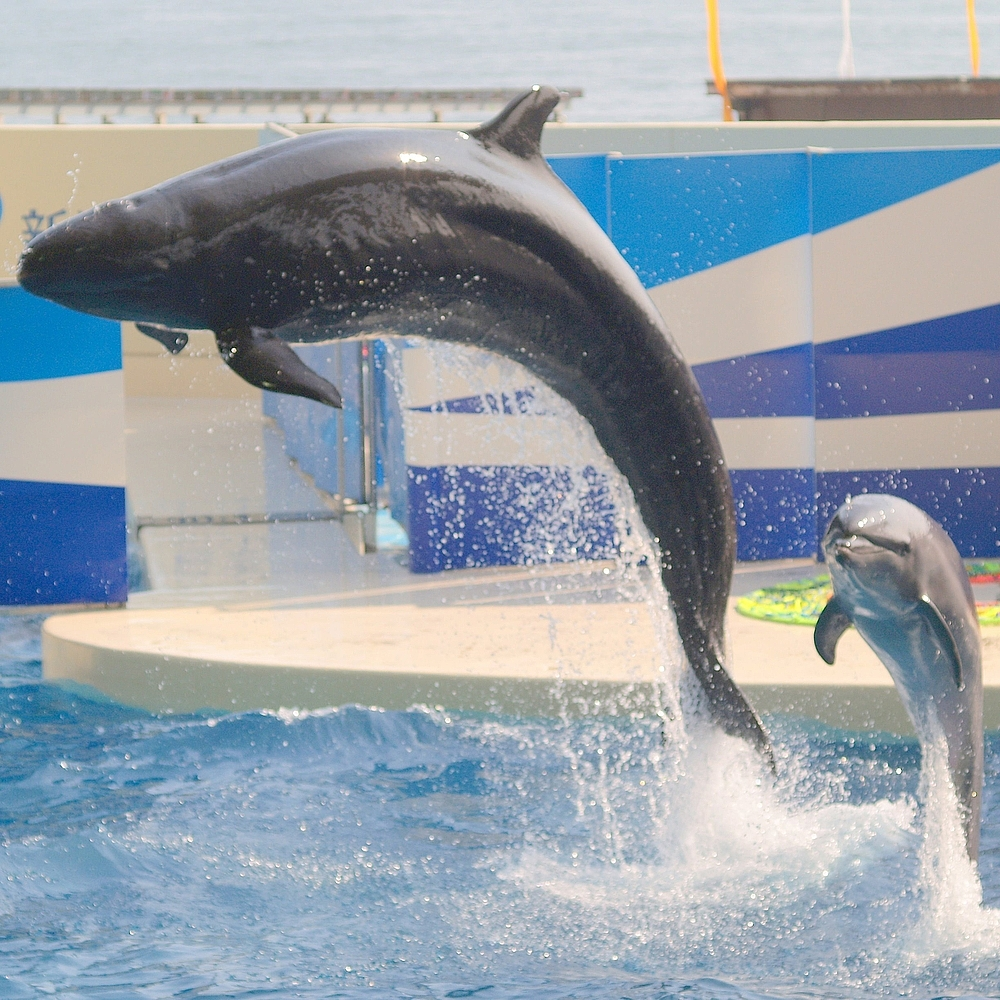
イルカショースタジアムにて

相模湾の海中を再現した相模湾大水槽を中心に、浅瀬から深海へと深度ごとの展示水槽が並ぶ。シラスサイエンスでは世界初のシラス（カタクチイワシ稚魚）の常設展示がされている。深海コーナーでは深海魚の展示のほか、深海底の化学合成生態系を再現したチューブワームや鯨骨生物群集の生態展示が行われている。また国立研究開発法人海洋研究開発機構（JAMSTEC）と共同研究を行っている関係で、有人深海探査艇しんかい2000の保存展示や各国の深海探査艇についての常設展示が設置されている。旧江の島水族館から引き続きクラゲ展示が充実しており、昭和天皇、上皇明仁、秋篠宮文仁親王の海洋生物研究の展示コーナーもある。また、関東の水族館では唯一飼育されているハナゴンドウの「ビーナ」の他、バンドウイルカや国内最高齢の47歳のカマイルカの「クロス」と「セブン」、ゴマフアザラシやオタリア、ミナミアメリカオットセイなどの哺乳類やフンボルトペンギンが飼育されている。

### バンドウイルカ
前身の江の島マリンランドの頃からバンドウイルカの繁殖に積極的に取り組んでおり、1960年（昭和35年）に繁殖賞を受賞、1988年（昭和63年）8月3日には日本初の飼育下3世「パル」、2000年（平成12年）6月7日には世界初の飼育下4世「ミレニー」が誕生していた。
建て替え後の新江ノ島水族館としても、2012年（平成24年）7月1日には世界初の飼育下5世「サワ」が誕生、2020年（令和2年）4月21日には新江ノ島水族館として初めて人工授精による繁殖個体が誕生（「ミライ」）するなど、顕著な功績を上げている。
なお、「パル」は2015年（平成23年）8月14日以降、日本におけるバンドウイルカの飼育下繁殖個体においてもっとも長い期間生存している個体となっている（2018年（平成30年）11月より他館に貸出中）。

## アクセス
電車
- 小田急江ノ島線片瀬江ノ島駅から徒歩3分
- 江ノ島電鉄線江ノ島駅から徒歩10分
- 湘南モノレール江の島線湘南江の島駅から徒歩10分

車
- 国道134号
- E84 新湘南バイパス茅ヶ崎海岸ICから約10km
- E16 横浜横須賀道路朝比奈ICから約12.5 km

## テレビ番組
- 日経スペシャル カンブリア宮殿 湘南の海をそのまま見せる！ また行きたくなる感動の水族館（2016年5月5日、テレビ東京）[6]

## 書籍

### 関連書籍
- 『えのすい 愛しのクラゲたち』（著者:新江の島水族館）（2015年7月1日、セブン&アイ出版）ISBN 9784860086633
- 『ブラックライトでさがせ！深海の不思議な生きもの』（監修:新江の島水族館、イラスト:ボビコ）（2019年10月10日、パイ インターナショナル）ISBN 9784756252623
- 『ゆるゆるクラゲ・プランクトン図鑑』（監修:鏡味麻衣子 新江ノ島水族館 大越健嗣、漫画:和音）（2021年7月26日、学研プラス）ISBN 9784052053221

## その他
- TBSの「江の島情報カメラ（お天気カメラ）」は、同所屋上に設置されている。
- 2010年10月期放送のフジテレビ系月9ドラマ『流れ星』で竹野内豊演じる主人公の勤務先として同所で撮影が行われている。
- 2004年に発売された堂本剛のアルバム、[síː]、および2011年に発売された丹下桜のアルバム、VOCALIUMのジャケット写真は同所の水槽をバックに撮影されている。
- フジテレビアニメ『海月姫』の第4話でも描かれている。
- 2016年に公開された映画『オオカミ少女と黒王子』の撮影場所でもある。
- 2019年に公開された映画『海獣の子供』の撮影場所でもあり、当館とのコラボレーションイベントも開催された[7]。
- 2005年（平成17年）10月4日に死亡したオスのミナミゾウアザラシ「みなぞう」（美男象）は、日本国内で最後の飼育個体である。1994年（平成6年）後半にウルグアイのロボ島にて推定1歳で捕獲され、1995年（平成7年）3月11日から旧江の島水族館で展示されていた。
- ダイオウグソクムシとして展示していた生物が、新種であると判明し、2022年に新江ノ島水族館にちなんで和名をエノスイグソクムシと名付けられた[8]。
- 2023年（令和5年）5月12日に死亡したメスのゴマフアザラシ「天洋1」は当時の国内飼育個体で最も高齢で、かつ国内飼育下繁殖個体として最も長い期間生存した。旧江の島水族館時代の1976年（昭和51年）3月28日に誕生し、飼育年数は47年45日（17,212日）。死因は老衰による敗血症。なお天洋1の母親「天洋」も死亡当時国内最長寿であり、なおかつ血統登録番号は1であった。[9][10][11]
- 2021年にギヤマンクラゲとワタボウシクラゲ、2022年にオトヒメクラゲを共同研究にて新種記載している。
- 2024年（令和6年）フジテレビ系「月9」『真夏のシンデレラ』の第10話でのデートの撮影場所。